# Magnolia yoroconte
Magnolia yoroconte este o specie de plante din genul Magnolia, familia Magnoliaceae, descrisă de James Edgar Dandy. A fost clasificată de IUCN ca specie vulnerabilă. Conform Catalogue of Life specia Magnolia yoroconte nu are subspecii cunoscute.